# 霍赫瓦特山
46°58′15″N 9°23′14″E / 46.97085°N 9.38726°E

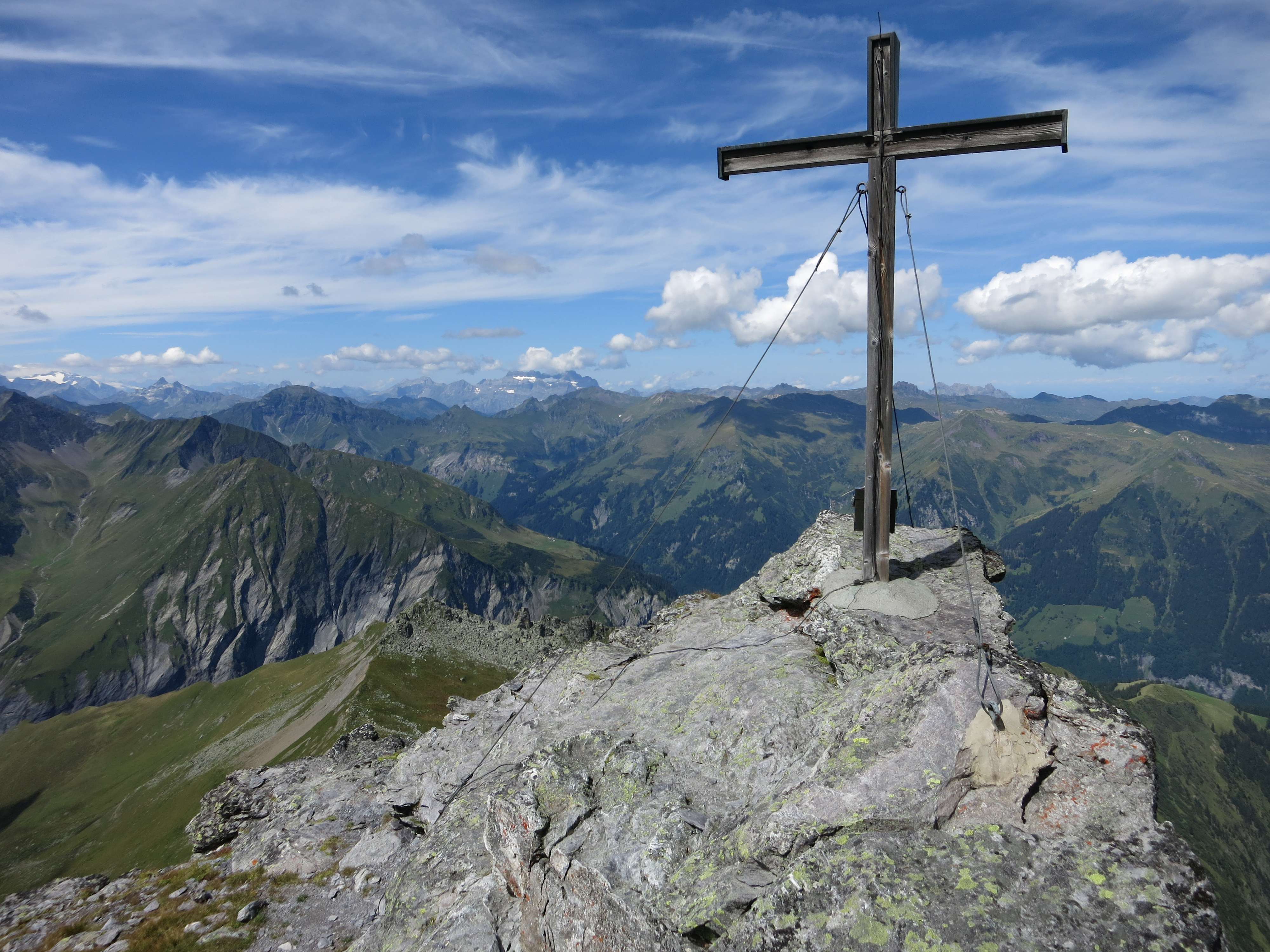

霍赫瓦特山（德語：Hochwart），是瑞士的山峰，位於該國東北部，由聖加侖州負責管轄，屬於皮措爾峰的一部分，海拔高度2,669米，每年平均降雨量1,929毫米。